# Cearadactylus
Cearadactylus es un género extinto de un pterosaurio grande del Cretácico Inferior (Albiense) de Suramérica. La especie tipo es Cearadactylus atrox, descrita y nombrada en 1985 por Giuseppe Leonardi y Guido Borgomanero. El nombre del género se refiere al estado brasileño de Ceará combinándolo con el término griego daktylos, "dedo", una referencia al dedo del ala de los pterosaurios. El nombre de la especie significa "feroz" en latín, una referencia a su temible dentición.

## Descripción

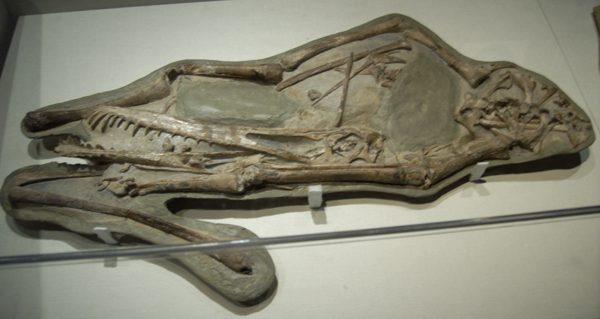
Fósil

El holotipo es MN 7019-V (antes CB-PV-F-O93), hallado en el Miembro Romualdo de la formación Santana. Este fósil, un único cráneo con una longitud de 57 centímetros, fue descubierto en la meseta de Araripe en el noreste de Brasil. Fue vendido a Italia en 1983 y adquirido por Borgomanero para su colección. El cráneo está bastante dañado, especialmente en la parte superior, y fue quizás reconstruido por el vendedor de fósiles.
Como se mostró en una preparación realizada por el Museu Nacional de Brasil, en la primera preparación se cometieron varios errores graves. El frente del hocico en ambas mandíbulas fueron confundidos llevndo a una recosntrucción en la que la parte anterior de la cabeza fue puesta al revés. Los dientes fueron bastante restaurados y alargados hasta el amplio frente de las mandíbulas mostrándolos como muy grandes y robustos y proyectándose hacia afuera, formando una especie de "roseta". Esta mandíbula superior retorcida y sus dientes entrelazados sugieren una dieta piscívora, permitiéndole al animal mantener la sujeción de peces resbaladizos. No parecía que hubiera alguna cresta. La nueva prepraración hizo claro que una cresta estaba presente sobre el hocico y que la roseta era mucho menor. Muchos detalles que fueron descubiertos resultaron útiles para determinar la posición filogenética de Cearadactylus.
La envergadura de Cereadactylus fue estimada por los descriptores en cerca de 4 metros, con un peso de quizás 15 kilogramos. Peter Wellnhofer en 1991 estimó una envergadura de 5.5 metros.
Leonardi se abstuvo de asignarle una familia a este género. Wellnhofer en cambio creó una familia monotípica, Cearadactylidae, pero este concepto ya no se usa. En 2000 Alexander Kellner concluyó que estaba emparentado con los Anhangueridae sin formar parte de ellos, ya que carecía de cresta, dentro de un Pteranodontoidea más amplio sensu Kellner. En 2002 David Unwin sin embargo que era un miembro muy modificado de Ctenochasmatidae. En 2010 Kellner ingresó la nueva información en tres bases de datos existentes de rasgos de pterosaurios, para calcular a través de la cladística la posición de Cereadactylus en un árbol filogenético. Aunque los tres árboles diferían, todos tenían en común la cercanía de Cereadactylus a los Anhangueridae.

## "Cearadactylus"ligabuei
En 1993 Fabio Marco Dalla Vecchia nombró una segunda especie, Cearadactylus ligabuei. El nombre de la especie es un homenaje a Giancarlo Ligabue, el director del Centro Sudi Ricerche Ligabue en Venecia. Está basada en el holotipo CCSRL 12692/12713, de nuevo un cráneo sin cresta muy dañado, de 403 milímetros de largo. El cráneo consiste de dos piezas, la frontal y la posterior, unidas por los vendedores de fósiles; se desconoce si estos pertenecían a un solo individuo o incluive si a una misma especie. El propio Dalla Vecchia no estaba convencido de que la nueva especie en realidad perteneciera a Cearadactylus, pero el cráneo no tenía suficientes diferencias como para formar un nuevo género y aun así era demasiado diferente de las especies conocida como para asignarlo a éstas, entonces él creó una nueva especie para el género al que el fósil más se parecía. Autores posteriores ha negado la identidad referida de este taxón denominándolo como "Cearadactylus" ligabuei.
Dalla Vecchia estimó la envergadura en seis metros; Kellner, señalando que le cráneo no era mayor que el del holotipo de C. atrox', la estableció en cinco metros como mucho.
Dalla Vecchia asignó a C. ligabuei a los Cearadactylidae. Kellner concluyó que era probablemente un miembro de Anhangueridae; Unwin en 2002 incluso lo denominó Anhanguera ligabuei. Steel et.al. (2005) sugirió que debía ser clasificado como Coloborhynchus ligabuei.

## En la cultura popular
Cearadactylus fue descrito en la novela Parque Jurásico de Michael Crichton, en la cual un grupo ataca a Alan Grant y a Tim y Lex Murphy cuando ellos vagaban por el aviario. La escena de la "jaula de pájaros" en Parque Jurásico III está vagamente basada en esta. En The Land Before Time VII: The Stone of Cold Fire, un siniestro Cearadactylus llamado Sierra es uno de los villanos del filme.